# 1.º governo de Maria I de Portugal
O 1.º governo de Maria I de Portugal, constituído a 14 de Março de 1777 e substituído a 15 de Dezembro de 1788, foi presidido pelo Marquês de Angeja, na qualidade de ministro adjunto ao despacho (se bem que o cargo de chefe de governo não estava ainda definido), sendo o executivo encabeçado pela própria D. Maria I.
A sua constituição era a seguinte:
| Cargo                                                      | Detentor                             | Período                                      |
| ---------------------------------------------------------- | ------------------------------------ | -------------------------------------------- |
| Ministro Adjunto ao Despacho                               | Marquês de Angeja                    | 14 de Março de 1777 a 15 de Dezembro de 1788 |
| Secretário de Estado dos Negócios Interiores do Reino      | Visconde de Vila Nova da Cerveira    | 14 de Março de 1777 a 15 de Dezembro de 1788 |
| Secretário de Estado dos Negócios da Marinha               | Martinho de Melo e Castro            | 14 de Março de 1777 a 15 de Dezembro de 1788 |
| Secretário de Estado dos Negócios Estrangeiros e da Guerra | Aires de Sá e Melo                   | 14 de Março de 1777 a 1786                   |
| Secretário de Estado dos Negócios Estrangeiros e da Guerra | Martinho de Melo e Castro (interino) | 1 de Abril de 1786 a ?                       |
| Secretário de Estado dos Negócios Estrangeiros e da Guerra | Visconde de Vila Nova da Cerveira    | 1 de Maio de 1786 a 15 de Dezembro de 1788   |

## Galeria

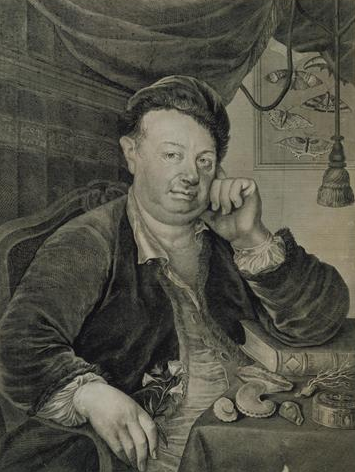
Marquês de Angeja, ministro adjunto ao despacho
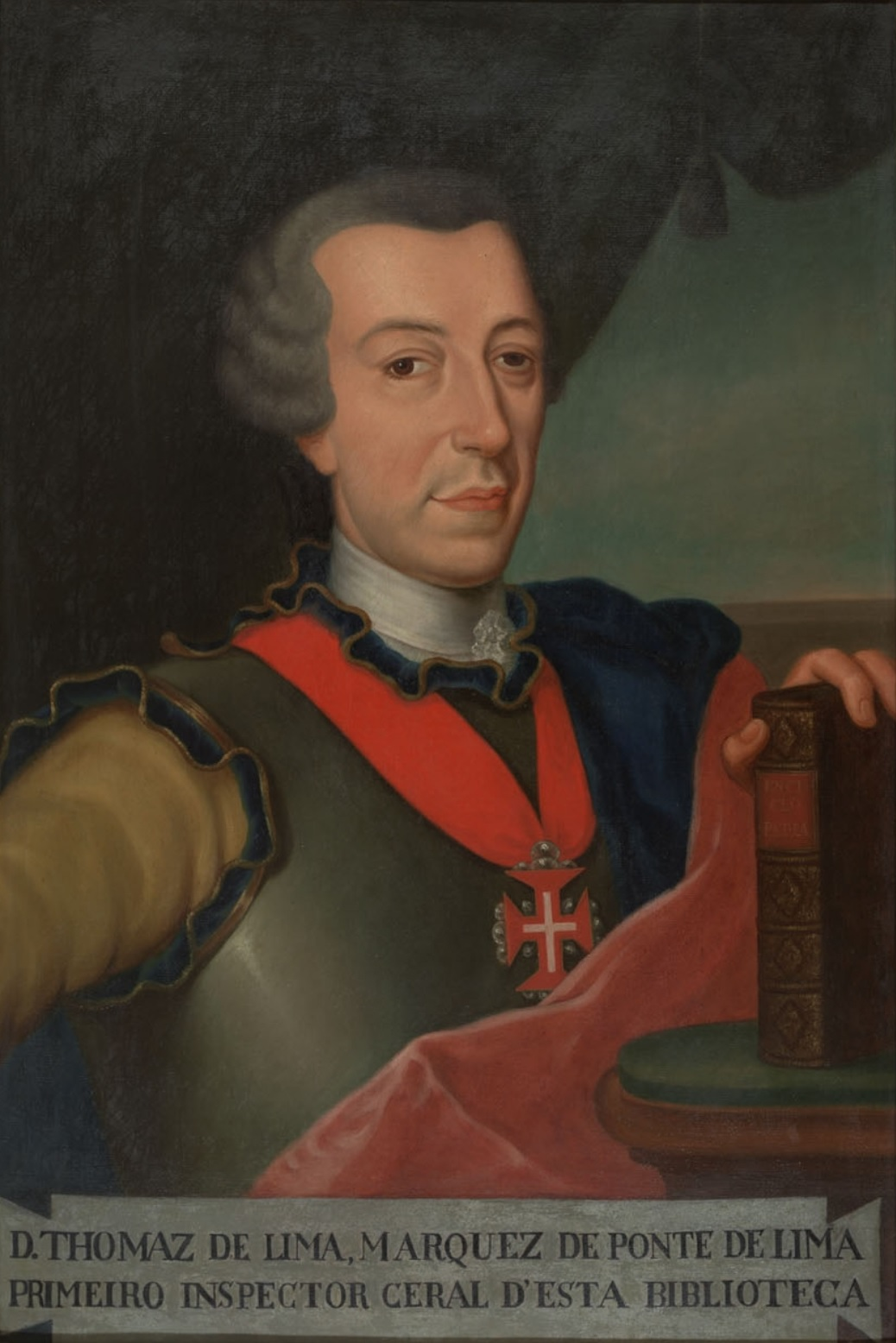
Visconde de Vila Nova de Cerveira, secretário de Estado dos Negócios Interiores do Reino e secretário de Estado dos Negócios Estrangeiros e da Guerra
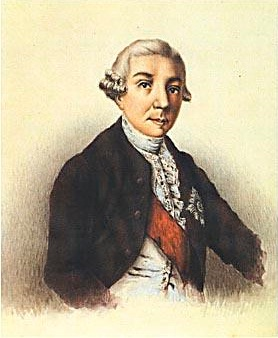
Martinho de Melo e Castro, secretário de Estado dos Negócios da Marinha e secretário de Estado interino dos Negócios Estrangeiros e da Guerra